# Amyntas III của Macedonia
Amyntas III (mất năm 370 TCN) là vua của vương quốc Macedonia vào năm 393 TCN và một lần nữa từ năm 392 tới năm 370 TCN. Ông là con trai của Arrhidaeos và cháu nội của Amyntas, một trong những người con trai của Alexandros I. Người con trai nổi tiếng nhất của ông là Philippos II, cha của Alexandros Đại đế. Về mặt lịch sử ông được coi là người đã sáng lập ra nhà nước Macedonia thống nhất.

## Triều đại
Ông lên ngôi sau mười năm hỗn loạn diễn ra tiếp sau cái chết của Archelaos I. Nhưng ông lại có nhiều kẻ thù ở quê nhà và vào năm 393 TCN, ông đã bị người Illyri lật đổ nhưng nhờ vào sự trợ giúp của người Thessaly, ông đã khôi phục lại vương quốc của mình vào năm sau. Medios, người đứng đầu dòng họ Aleuadae của Larissa, được cho là giúp đỡ Amyntas trong việc khôi phục lại ngai vàng của ông. Mối quan hệ qua lại giữa hai dòng tộc Argeadae và Aleuadae đã bắt đầu từ dưới thời Archelaos I.
Để có thể chống lại mối đe dọa đến từ người Illyri, Amyntas đã thành lập một liên minh với liên minh Chalkidice dưới sự lãnh đạo của thành phố Olynthos. Để đổi lại cho sự hỗ trợ này, Amyntas cho phép họ có quyền khai thác gỗ ở Macedonia để đưa về Athens nhằm giúp củng cố hạm đội của họ. Nhờ nguồn tiền đến từ việc xuất khẩu này, sức mạnh của Olynthos đã gia tăng. Để đáp trả, Amyntas đã tìm kiếm thêm các đồng minh khác. Ông đã thiết lập mối quan hệ với Kotys, thủ lĩnh của người Odrysae. Kotys trước đó đã gả con gái vị tướng người Athen là Iphicrates. Do không thể kết thông gia với gia đình Kotys, Amyntas sớm nhận Iphicrates làm con nuôi của ông ta.
Sau khi Hòa ước của Đức vua được ký kết vào năm 387 trước Công nguyên, Sparta đã khao khát thiết lập lại sự hiện diện của nó ở miền bắc của Hy Lạp. Năm 385 trước Công nguyên, do sự xúi giục và hỗ trợ từ Dionysios I của Syracuse, Bardylis và người Illyri của ông ta đã tấn công Ipiros, để nhằm khôi phục lại ngai vàng cho vị vua của người Molossoi là Alcetas I của Ipiros. Khi Amyntas cầu viện người Sparta trợ giúp chống lại mối đe dọa đang ngày một lớn dần đến từ Olynthos, người Sparta đã hưởng ứng một cách hăm hở. Bởi vì Olynthos được người Athens và Thebes chống lưng, đây lại là các đối thủ của Sparta trong việc tranh giành quyền kiểm soát Hy Lạp, cho nên điều này đem đến cho họ thêm động lực để làm suy yếu thế lực đang nổi lên ở phía bắc này. Do đó, Amyntas đã ký kết một hiệp ước với người Sparta và họ đã giúp ông làm suy yếu Olynthos (379). Ông cũng thiết lập một liên minh với Jason của Pherae và cần mẫn nuôi dưỡng tình hữu nghị với Athens. Năm 371 TCN, tại hội nghị toàn Hy Lạp của các đồng minh của người Lacedaemonia, ông đã bỏ phiếu ủng hộ yêu sách của người Athen và cùng với những người Hy Lạp khác bỏ phiếu để giúp Athens khôi phục lại quyền sở hữu đối với Amphipolis.

## Gia đình
Amyntas đã cưới Eurydice, con gái của Sirras của Lynkestis vào khoảng năm 390 TCN. Amyntas đã có ba người con trai và một người con gái với bà, ba người con trai đã lần lượt lên làm vua của Macedonia:
- Alexandros II
- Perdiccas III
- Philippos II, cha của Alexandros Đại đế.
- Eurynoe: Theo sử gia La Mã Justinus, Eurynoe đã tiết lộ âm mưu ám sát Amyntas của mẹ và người chồng của bà (được cho là Ptolemaios của Aloros), người cũng là tình nhân của mẹ bà. Bà không được nhắc đến trong bất cứ nguồn nào khác.[6]

Justinus cũng đề cập rằng Amyntas có ba người con trai với một người vợ khác tên là Gygaea (có lẽ là một người thuộc dòng dõi nhà Argead): Archelaos, Arrhidaeos và Menelaos. Bởi vì họ đã không cố gắng chiếm đoạt ngai vàng vào giai đoạn khoảng thập niên 350 TCN cho nên họ có thể ít tuổi hơn những người con của Amyntas với Eurydice. Họ cuối cùng đã bị người anh cùng cha khác mẹ của mình là Philippos II trừ khử bởi vì họ có quyền lên ngôi.
Amyntas qua đời khi đã cao tuổi và truyền lại ngôi báu cho người con cả của ông là Alexandros II.